# Atlanta Hawks 1989-1990
La stagione 1989-90 degli Atlanta Hawks fu la 41ª nella NBA per la franchigia.
Gli Atlanta Hawks arrivarono sesti nella Central Division della Eastern Conference con un record di 41-41, non qualificandosi per i play-off.

## Roster
| N° | Naz.                        | Ruolo | Sportivo          | Anno | Alt. | Peso |
| -- | --------------------------- | ----- | ----------------- | ---- | ---- | ---- |
| 1  | Stati Uniti (bandiera)      | G     | Wes Matthews      | 1959 | 185  | 77   |
| 2  | Stati Uniti (bandiera)      | C     | Moses Malone      | 1955 | 208  | 98   |
| 4  | Stati Uniti (bandiera)      | G     | Spud Webb         | 1963 | 168  | 60   |
| 8  | Unione Sovietica (bandiera) | A     | Oleksandr Volkov  | 1964 | 208  | 99   |
| 10 | Stati Uniti (bandiera)      | G     | John Battle       | 1962 | 188  | 79   |
| 11 | Stati Uniti (bandiera)      | G     | Sedric Toney      | 1962 | 188  | 81   |
| 14 | Stati Uniti (bandiera)      | G     | Haywoode Workman  | 1966 | 188  | 82   |
| 21 | Stati Uniti (bandiera)      | GA    | Dominique Wilkins | 1960 | 201  | 91   |
| 22 | Stati Uniti (bandiera)      | GA    | Roy Marble        | 1966 | 198  | 86   |
| 25 | Stati Uniti (bandiera)      | G     | Doc Rivers        | 1961 | 193  | 84   |
| 31 | Stati Uniti (bandiera)      | G     | Kenny Smith       | 1965 | 191  | 77   |
| 32 | Stati Uniti (bandiera)      | C     | Jon Koncak        | 1963 | 213  | 113  |
| 33 | Stati Uniti (bandiera)      | GA    | Duane Ferrell     | 1965 | 201  | 95   |
| 34 | Stati Uniti (bandiera)      | GA    | John Long         | 1956 | 196  | 88   |
| 35 | Stati Uniti (bandiera)      | AC    | Antoine Carr      | 1961 | 206  | 102  |
| 35 | Stati Uniti (bandiera)      | A     | Mike Williams     | 1963 | 203  | 116  |
| 42 | Stati Uniti (bandiera)      | AC    | Kevin Willis      | 1962 | 213  | 100  |
| 53 | Stati Uniti (bandiera)      | A     | Cliff Levingston  | 1961 | 203  | 95   |

## Staff tecnico
- Allenatore: Mike Fratello
- Vice-allenatori: Cazzie Russell, Brian Hill